# Felix Dornebusch
Felix Dornebusch (Witten, 12 juli 1994) is een Duits voetballer die speelt als doelman. In juli 2023 verruilde hij VfB Oldenburg voor Stuttgarter Kickers.

## Clubcarrière
Dornebusch begon te voetballen in de jeugd van Teutonia Ehrenfeld en kwam via SG Wattenscheid 09 terecht in de opleiding van Schalke 04. Deze club verliet hij in 2011 voor VfL Bochum. Tussen 2012 en 2015 was de doelman actief in het tweede elftal, uitkomend in de Regionalliga West. Zijn debuut in het eerste team maakte Dornebusch op 10 september 2017, toen in de 2. Bundesliga gespeeld werd op bezoek bij Darmstadt 98. Coach Ismail Atalan liet hem in de basis beginnen en in de eerste helft werd hij gepasseerd door Aytaç Sulu. Door doelpunten van Dimitris Diamantakos en Robbie Kruse won Bochum het duel uiteindelijk met 1–2.
Medio 2019 verliep zijn verbintenis en hij zat daarna vierenhalve maand zonder werkgever, waarna hij tekende bij 1. FC Nürnberg. Hier speelde Dornebusch tot het einde van het seizoen 2019/20, toen hij transfervrij overstapte naar Eintracht Braunschweig. In de zomer van 2021 verkaste de Duitser voor het eerst naar het buitenland, naar Fortuna Sittard. Bij de club uit de Eredivisie zette hij zijn handtekening onder een verbintenis voor de duur van één seizoen, met een optie op een jaar extra. Deze optie werd niet gelicht en na een jaar vertrok Dornebusch zonder in actie te zijn gekomen.
Na zijn vertrek uit Sittard zat Dornebusch een half seizoen zonder club. In januari 2023 tekende hij tot het einde van het seizoen bij VfB Oldenburg. Na afloop van dit contract tekende Dornebusch voor Stuttgarter Kickers.

## Clubstatistieken
| Seizoen | Club                   | Competitie    | Competitie | Competitie | Beker | Beker | Internationaal | Internationaal | Totaal | Totaal |
| Seizoen | Club                   | Competitie    | Wed.       | Dlp.       | Wed.  | Dlp.  | Wed.           | Dlp.           | Wed.   | Dlp.   |
| ------- | ---------------------- | ------------- | ---------- | ---------- | ----- | ----- | -------------- | -------------- | ------ | ------ |
| 2012/13 | VfL Bochum II          | Regionalliga  | 1          | 0          | —     | —     | —              | —              | 1      | 0      |
| 2013/14 | VfL Bochum II          | Regionalliga  | 15         | 0          | —     | —     | —              | —              | 15     | 0      |
| 2014/15 | VfL Bochum II          | Regionalliga  | 22         | 0          | —     | —     | —              | —              | 22     | 0      |
| 2015/16 | VfL Bochum             | 2. Bundesliga | 0          | 0          | 0     | 0     | —              | —              | 0      | 0      |
| 2016/17 | VfL Bochum             | 2. Bundesliga | 0          | 0          | 0     | 0     | —              | —              | 0      | 0      |
| 2017/18 | VfL Bochum             | 2. Bundesliga | 9          | 0          | 1     | 0     | —              | —              | 10     | 0      |
| 2018/19 | VfL Bochum             | 2. Bundesliga | 0          | 0          | 1     | 0     | —              | —              | 1      | 0      |
| 2019/20 | 1. FC Nürnberg         | 2. Bundesliga | 7          | 0          | 0     | 0     | —              | —              | 7      | 0      |
| 2020/21 | Eintracht Braunschweig | 2. Bundesliga | 8          | 0          | 0     | 0     | —              | —              | 8      | 0      |
| 2021/22 | Fortuna Sittard        | Eredivisie    | 0          | 0          | 0     | 0     | —              | —              | 0      | 0      |
| 2022/23 | VfB Oldenburg          | 3. Liga       | 8          | 0          | 0     | 0     | —              | —              | 8      | 0      |
| 2023/24 | Stuttgarter Kickers    | Regionalliga  | 34         | 0          | 0     | 0     | —              | —              | 34     | 0      |
| 2024/25 | Stuttgarter Kickers    | Regionalliga  | 20         | 0          | 0     | 0     | —              | —              | 20     | 0      |
| Totaal  | Totaal                 | Totaal        | 124        | 0          | 2     | 0     | 0              | 0              | 126    | 0      |

Bijgewerkt op 19 maart 2025.